# Centipede Hz
Centipede Hz (da pronunciare come Centipede Hertz) è il nono album discografico in studio del gruppo musicale statunitense Animal Collective, pubblicato nel 2012.

## Tracce
1. Moonjock – 5:04
2. Today's Supernatural – 4:18
3. Rosie Oh – 2:57
4. Applesauce – 5:34
5. Wide Eyed – 5:00
6. Father Time – 4:35
7. New Town Burnout – 6:01
8. Monkey Riches – 6:46
9. Mercury Man – 4:18
10. Pulleys – 3:31
11. Amanita – 5:39